# Гасин Ольга Юріївна
О́льга Ю́ріївна Га́син (до шлюбу Пелени́чка; псевдо «Ле́ся»; 19 вересня 1913, с. Конюхів — 27 липня 1979, Бровари) — підпільниця Організації українських націоналістів, зв'язкова Олекси Гасина та Романа Шухевича.

## Життєпис
Ольга Пеленичка народилася 19 вересня 1913 року (у деяких джерелах фігурує 1912 рік народження) в селі Конюхів, сьогодні — Стрийський район, Львівська область.

Ольга Пеленичка-Гасин серед членів Стрийського відділу «Союзу Українок»

Закінчила Стрийську жіночу гімназію та сільськогосподарські курси «Союзу Українок», вчителювала. Станом на 1937 рік була членом і лідером Стрийської філії «Союзу Українок». Відпочатку вступу до організації озразу влилася в її діяльність: їздила по селах, проводила різні курси, спілкувалася з молоддю.
У 1936 році одружилася з Олексою Гасиним. Перейнялася ідеями націоналізму, за які боровся її чоловік. У «Союзі Українок», зокрема, виступала із критикою переважання фемінізму над націоналізмом, за що критикувала газету союзу «Жінка».
Була підпільницею Організації українських націоналістів, як її член діяла під псевдом «Леся». Була зв'язковою Олекси Гасина та провідника Романа Шухевича, добирала конспіративні квартири для них у Львові.
25 січня 1949 року співробітники радянських спецслужб вистежили й затримали Ольгу Гасин у селі Добряни. Дітей вона завбачливо залишила у Львові. Але НКВСівці їх виявили в доньки священика з Конюхова, рідного села Гасинів, яка мешкала на вул. Богуславського, 14. 31 січня спецслужби схопили і чоловіка Ольги, Олексу Гасина, який застрелився при спробі затримання.
Після загибелі чоловіка НКВСівці відпустили Ольгу Гасин, сподіваючись захопити ще когось із верхівки Організації українських націоналістів. Та вона не заводила жодних контактів, а навпаки намагалася сховатися від стеження.
У березні 1949 року Ольгу Гасин знову ув'язнили. У 1950 році Особлива нарада МДБ СРСР засудила її на 10 років таборів, які відбула у Тайшеті.
У 1956 році Ольгу Гасин звільнили. Їй заборонили повертатися на Львівщину, оскільки Ольга відмовлялася зректися своїх переконань. Після поневірянь вона вдруге одружилась — із колишнім політв'язнем. У 1957 року оселилась у Броварах під Києвом, де прожила до смерті 27 липня 1979 року. Похована там само у Броварах.

## Родина
- Марія, сестра.[2]
- Олекса Гасин, перший чоловік, український політичний і військовий діяч.[3]
  - Олег, син, 1940 р. н., виховувався під зміненим прізвищем у родині Боднарів, що мешкали на вул. Лукіяновича. До 4-го класу його вчили вдома і навіть не випускали на вулицю, щоб не проговорився, хто він.[3] Закінчив КНУ ім. Тараса Шевченка.[2]
  - Оксана, донька, 1942 р. н., потрапила у дитбудинок зі спеціальним режимом.[3] Закінчила Політехнічний університет.[2]
  - Дарина, донька, 1943 р. н., потрапила у дитбудинок зі спеціальним режимом.[3] Закінчила Львівський лісотехнічний університет.[2]
- Другий чоловік — колишній політв'язень у СРСР.[3]

## Вшанування
25 грудня 2015 року на честь діячки назвали вулицю Ольги Гасин у Броварах.

## Галерея

Ольга та Олекса Гасини, 1937 рік
Гасини несуть сина Олега на хрещення
Ольга Гасин із дітьми — Олегом і Оксаною
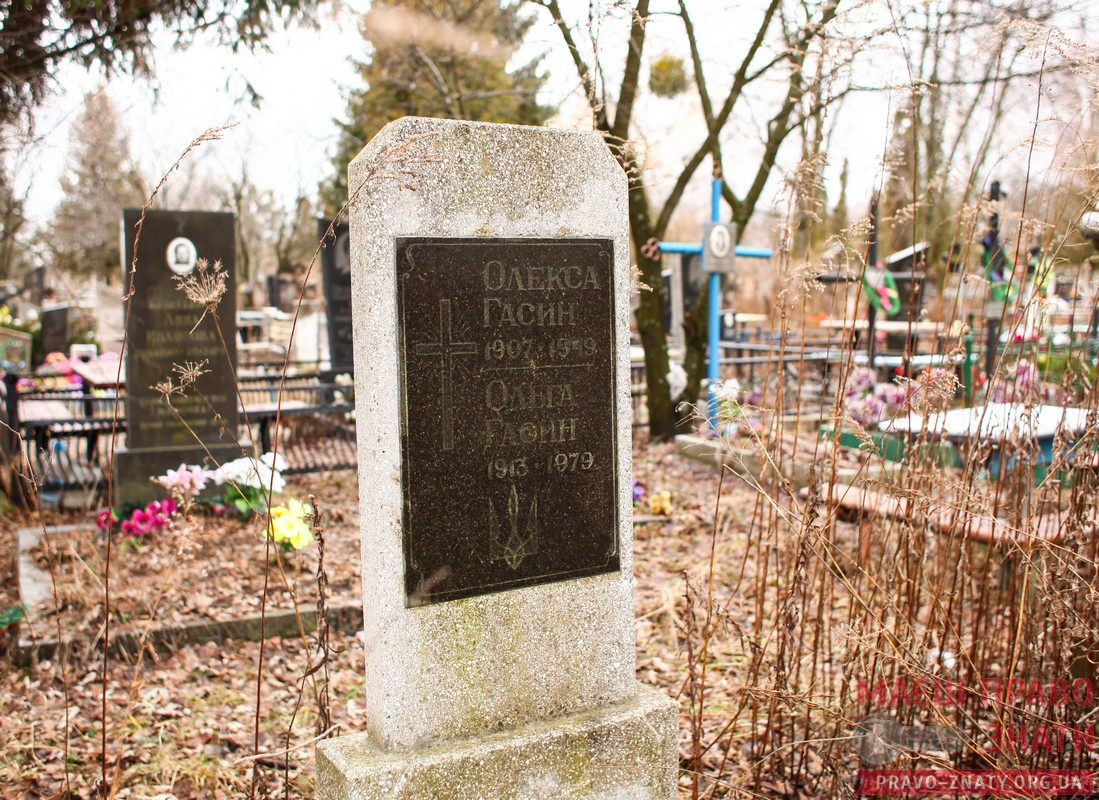
Могила Ольги Гасин у Броварах